# Cerynea thermesialis
Cerynea thermesialis är en fjärilsart som beskrevs av Walker 1865. Cerynea thermesialis ingår i släktet Cerynea och familjen nattflyn. Inga underarter finns listade i Catalogue of Life.